# Knaufspesch

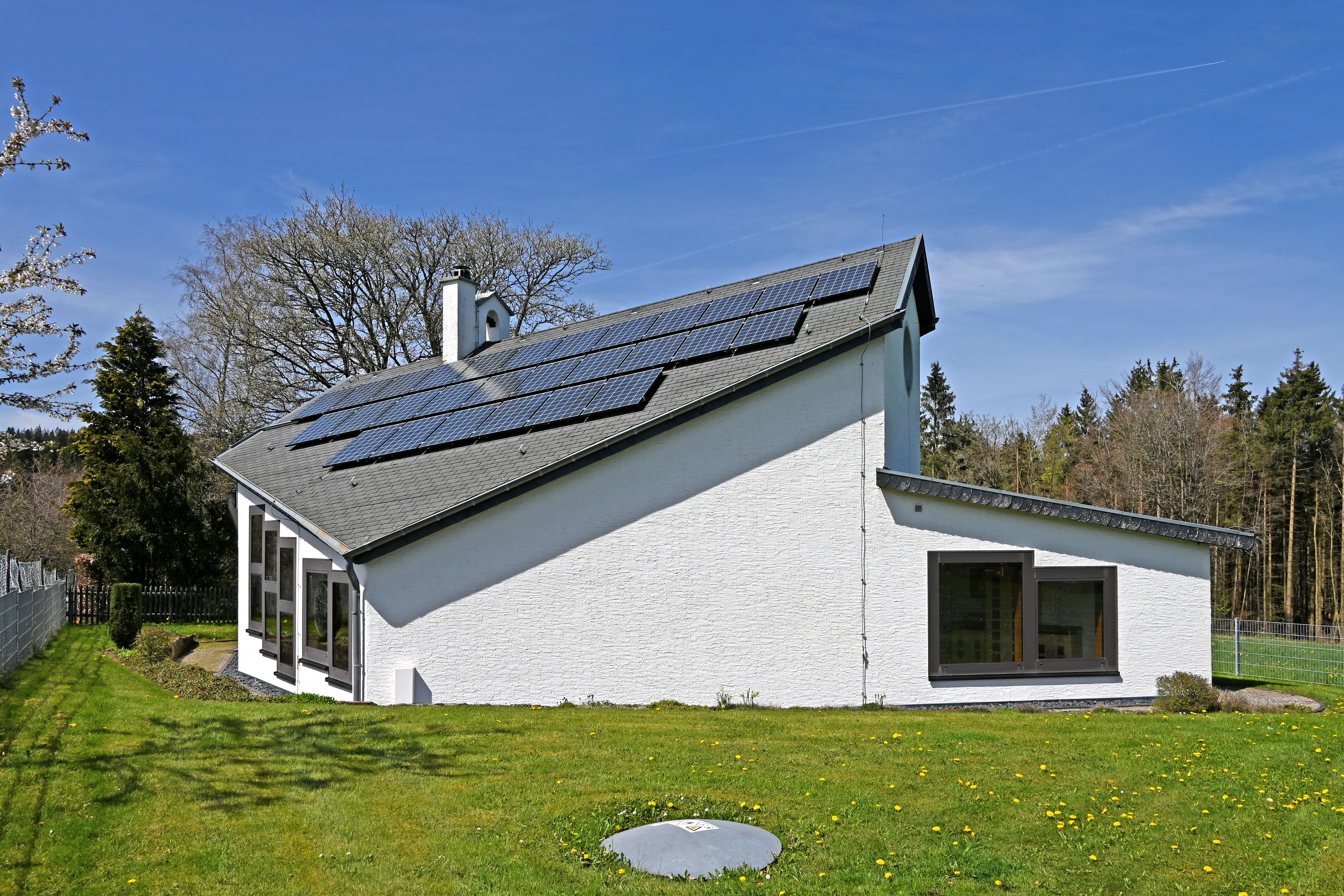
Marienkapelle, Südostansicht

Knaufspesch ist ein Weiler der Ortsgemeinde Olzheim im Eifelkreis Bitburg-Prüm in Rheinland-Pfalz.

## Geographische Lage
Knaufspesch liegt rund 2,7 km nordwestlich des Hauptortes Olzheim auf einer Hochebene. Der Weiler ist hauptsächlich von Waldbestand umgeben sowie von kleinen landwirtschaftlichen Nutzflächen im Osten und Süden. Nördlich des Ortes fließt der Dreisbach und südlich der Mehlenbach.

## Geschichte
Das Areal um den heutigen Weiler war vermutlich schon zur Zeit der Römer besiedelt, was ein entsprechender Fundort an der Straße von Olzheim nach Hallschlag belegt. Zur Entstehungsgeschichte des Weilers ist bekannt, dass die ersten Gebäude zwischen 1795 und 1800 erbaut wurden.
Im Jahre 1843 gehörte Knaufspesch als Weiler von Olzheim zur gleichnamigen Bürgermeisterei und wurde von 12 Menschen bewohnt.

## Kultur und Sehenswürdigkeiten

### Kapelle
Im Weiler befindet sich eine Kapelle, die zu Ehren der Maria errichtet wurde. Es handelt sich um einen Bau in modernem Stil, dessen Dachkonstruktion von einer Baumkrone getragen wird. Hierbei handelt es sich um eine 150 Jahre alte Eiche.

### Sockelkreuz / Wegekreuze
In Knaufspesch befindet sich ein Sockelkreuz aus dem Jahre 1866, welches durch zwei Bewohner des Weilers errichtet wurde. Es besteht aus einem hohen Sockel mit Verzierungen und einem profilierten Aufsatz sowie einem schlanken Abschlusskreuz. Das Sockelkreuz ist als das früheste neugotische Kreuz der Verbandsgemeinde Prüm bekannt.
Südlich des Weilers befinden sich zwei weitere Wegekreuze, zu denen allerdings keine genaueren Angaben vorliegen.
Siehe auch: Liste der Kulturdenkmäler in Olzheim

### Naherholung
Wenig südlich von Knaufspesch beginnt eine Wanderroute mit einer Länge von rund 7 km. Diese führt vom Weiler durch das ausgedehnte Waldgebiet der Schneifel bis nach Neuendorf und zurück. Eine weitere Rundwanderstrecke mit rund 6 km Länge verläuft von Olzheim entlang des Dreisbaches und östlich am Weiler Knaufspesch entlang.
Sehenswert ist auch ein Vorkommen von Königsfarn, wenig nördlich von Knaufspesch. Dieses ist als Naturdenkmal ausgewiesen.
Siehe auch: Liste der Naturdenkmale in Olzheim

## Wirtschaft und Infrastruktur

### Unternehmen
Im Weiler ist eine Firma für Heizung, Sanitär und Klimatechnik ansässig. Ferner wird eine Ferienwohnung betrieben.

### Verkehr
Es existiert eine regelmäßige Busverbindung.
Knaufspesch liegt direkt an der Bundesstraße 265 und ist durch diese in zwei Ortsteile geteilt. Der östliche Siedlungsteil ist ferner durch die Kreisstraße 169 erschlossen.